# Linda Knowles
Linda Knowles (Reino Unido, 28 de abril de 1946) fue una atleta británica especializada en la prueba de salto de altura, en la que consiguió ser medallista de bronce europea en 1962.

## Carrera deportiva
En el Campeonato Europeo de Atletismo de 1962 ganó la medalla de bronce en el salto de altura, con un salto por encima de 1.73 metros, siendo superada por la rumana Iolanda Balaş (oro con 1.83 m que fue récord de los campeonatos) y la yugoslava Olga Gere (plata con 1.76 metros).